# Боббі Мур
Боббі Мур (англ. Bobby Moore; 12 квітня 1941, Баркінг — 24 лютого 1993, Лондон) — англійський футболіст, захисник. По завершенні ігрової кар'єри — тренер.
Кавалер Ордена Британської імперії. 1996 року нагороджений ФІФА орденом «За заслуги». Лауреат Ювілейної нагороди УЄФА як найвидатніший англійський футболіст 50-річчя (1954—2003). 2000 року ввійшов до переліку найкращих польових гравців XX століття, складеного Міжнародною федерацією футбольної історії і статистики (займає 24-е місце серед 50-ти обраних до переліку футболістів).

## Клубна кар'єра

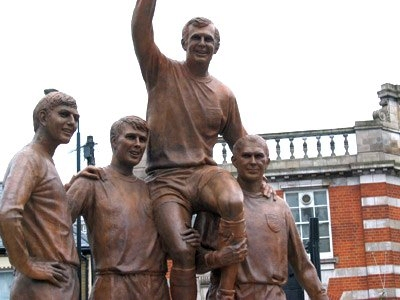
Скульптура в ознаменування перемоги збірної Англії на ЧС 1966,
Боббі Мур зображений на плечах товаришів по команді

У дорослому футболі дебютував 1958 року виступами за команду клубу «Вест Гем Юнайтед», в якій провів шістнадцять сезонів, взявши участь у 544 матчах чемпіонату. Більшість часу, проведеного у складі «Вест Гем Юнайтед», був основним гравцем захисту команди. За цей час виборов титул володаря Кубка Англії, ставав володарем Суперкубка Англії з футболу, володарем Кубка Кубків УЄФА.
Згодом з 1974 по 1977 рік грав у складі команди лондонського «Фулгема». 1977 року переїхав до США, де спочатку грав за команду «Сан-Антоніо Тандер», а у 1978 — за «Сіетл Саундерс», який й став останнім клубом ігрової кар'єри Мура.

## Виступи за збірну
1962 року дебютував в офіційних матчах у складі національної збірної Англії. Протягом кар'єри у національній команді, яка тривала 12 років, провів у формі головної команди країни 108 матчів, забивши 2 голи.
У складі збірної був учасником чемпіонату світу 1962 року у Чилі, домашнього для англійців чемпіонату світу 1966 року, на якому Мур вже був капітаном команди і здобув з нею титул чемпіона світу, чемпіонату Європи 1968 року в Італії, на якому команда здобула бронзові нагороди, а також чемпіонату світу 1970 року у Мексиці.

## Кар'єра тренера
Розпочав тренерську кар'єру невдовзі по завершенні кар'єри гравця, 1980 року, очоливши тренерський штаб клубу «Оксфорд Сіті».
У 1981—1982 очолював команду гонконзького клубу «Істерн АА».
Останнім місцем тренерської роботи був клуб «Саутенд Юнайтед», команду якого Боббі Мур очолював як головний тренер до 1986 року.

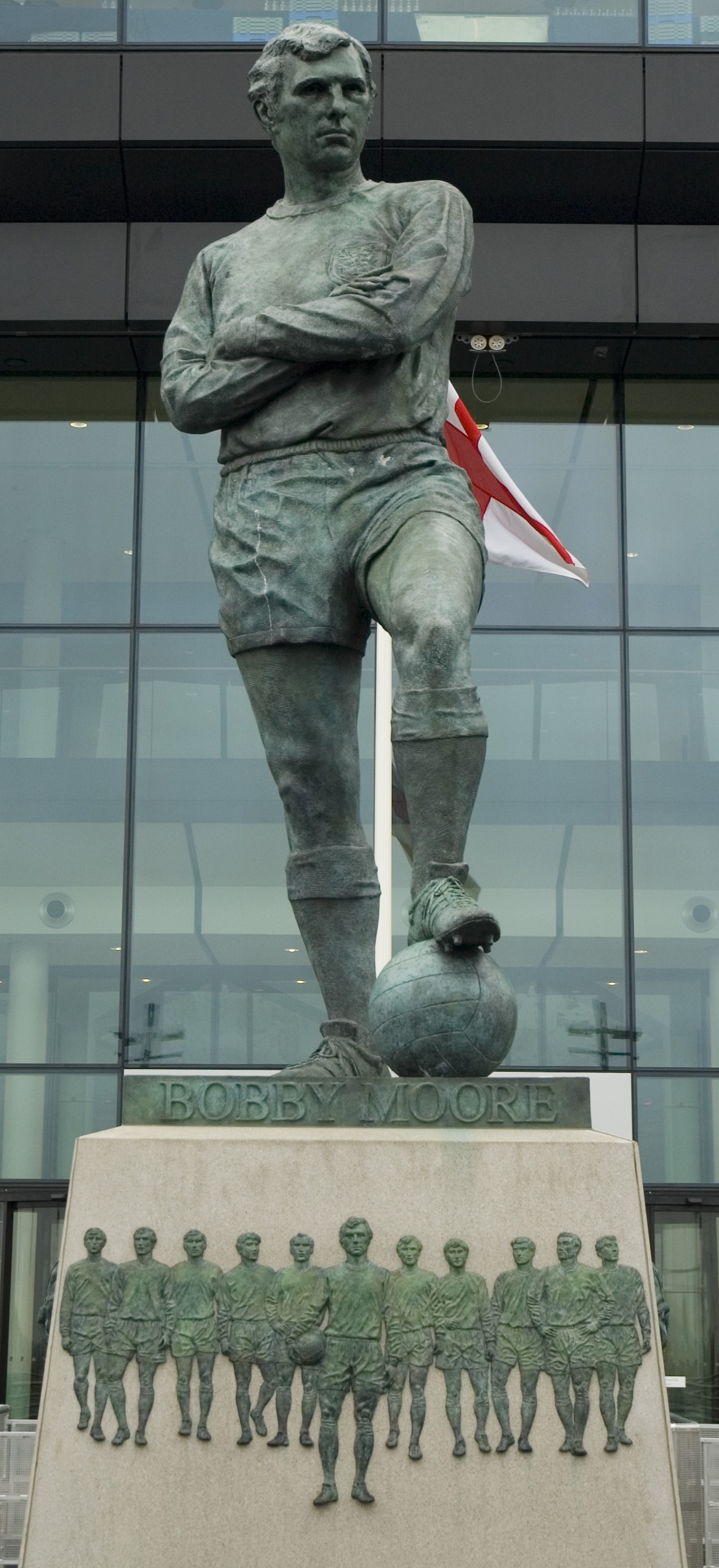
Скульптура Боббі Мура біля входу до стадіону «Вемблі»

## Титули і нагороди

### Командні
- Володар Кубка Англії (1):

«Вест Гем Юнайтед»: 1963-64
- Володар Суперкубка Англії з футболу (1):

«Вест Гем Юнайтед»: 1964
- Володар Кубка Кубків УЄФА (1):

«Вест Гем Юнайтед»: 1964-65
- Чемпіон світу (1):

1966

### Особисті
- Орден Британської імперії
- Орден ФІФА «За заслуги» (1996)
- Найвидатніший англійський футболіст 50-річчя (1954—2003)
- 24 місце в переліку найкращих польових гравців XX століття за версією IFFHS.